# كلايف هولاند
كلايف هولاند (بالإنجليزية: Clive Holland)‏ هو مقدم تلفزيوني بريطاني، ولد في القرن العشرين.

## وصلات خارجية
- الموقع الرسمي